# San Giovanni di Sinis
San Giovanni di Sinis este o arie protejată (arie specială de conservare — SAC, sit de importanță comunitară — SCI) din Italia întinsă pe o suprafață de 2,82 ha, integral pe uscat.

## Localizare
Centrul sitului San Giovanni di Sinis este situat la coordonatele 39°52′49″N 8°26′21″E / 39.880278°N 8.439167°E.

## Înființare
Situl San Giovanni di Sinis a fost declarat sit de importanță comunitară în iunie 1995 pentru a proteja 1 specie de animale. Situl a fost protejat și ca arie specială de conservare în august 2019.

## Biodiversitate
Situată în ecoregiunea mediteraneană, aria protejată conține 4 habitate naturale: Dune mobile cu vegetație embrionară, Dune mobile de-a lungul țărmului cu Ammophila arenaria („dune albe”), Dune cu vegetație ierboasă Malcolmietalia, Dune de pe litoral fixate cu Crucianellion maritimae.
La baza desemnării sitului se află o specie protejată de  reptile: Testudo graeca
Pe lângă speciile protejate, pe teritoriul sitului au mai fost identificate 7 specii de plante, 5 specii de păsări.